# 기아 코스모스
아시아 코스모스(Asia Cosmos) 또는 기아 코스모스는 기아(당시. 아시아자동차)에서 출시한 마지막 중형버스 차종이다. 차명인 코스모스는 우주 또는 질서를 뜻하는 그리스어 κόσμος에서 유래한 영어 Cosmos에서 따왔다. 본래 아시아자동차 시절 AM808 아시아자동차 라이트버스의 후속 차종으로서 히노 레인보우 P-RJ170BA 모델을 베이스로 하였다.
2013년 5월 11일 서울특별시 서대문구의 마을버스 업체인 부일교통이 보유한 영업용 기아 코스모스 1대가 대차됨을 끝으로 더 이상 영업용으로는 운행하지 않게 되었다. 해당 차종은 계열사인 현대 에어로타운으로 대차됨에 따라 현재 대한민국에서는 자가용 또는 유치원, 어린이집, 학교, 교회, 공항에서만 간간히 볼 수 있다.

### AM818

#### 코스모스(1989년7월~1999년10월)
1989년 7월 AM818이라는 모델명으로 출시되었다. 초기에는 기아 라이노에도 탑재되었던 히노의 6,728cc급 H07C(LX,L6) 엔진을 탑재하였다. 1995년 9월 마을버스용 중문이 추가되었고, 뉴 코스모스로 바뀌었다. 내장재 일부의 변경과 대시보드 디자인이 기아 그랜버드의 마이너체인지 형식으로 변경되었고, 상부 냉방 에어콘을 탑재하게 되었다. 1998년에 뉴 라이노의 출시로 엔진이 7,412cc급 L7(히노 H07D)로 변경되었다. 1999년 10월 1일에 단종되었다.

### AM828

#### 뉴 코스모스(1999년10월~2002년10월)
1999년 10월 1일에 기아 뉴 코스모스(AM828)로 페이스 리프트 되면서 전면과 후면이 큰폭으로 변경되었다. 이때 슬라이딩 중문이 추가되었다. 2000년 하반기 배기가스 규제를 충족시키기 위하여 엔진이 D6DA(KK-TCI, H07D의 보어를 줄인 개량형)엔진을 탑재하기도 하였다. 동시에 일체형 테일램프로 후면 디자인이 바뀐 2001년형이 나왔고, 밀레니엄 기아 로고를 부착한 2002년형을 끝으로 13년 만인 2002년 10월 6일에 생산이 종료되었고, 같은 해 10월은 배기가스 총량제를 충족하지 못했고, 현대 에어로타운과의 시장 중복을 이유로 기아 콤비, 기아 타우너와 함께 후속 차종 없이 단종되면서 기아자동차는 중형 버스 시장에서 완전히 철수하였다.

## 사진

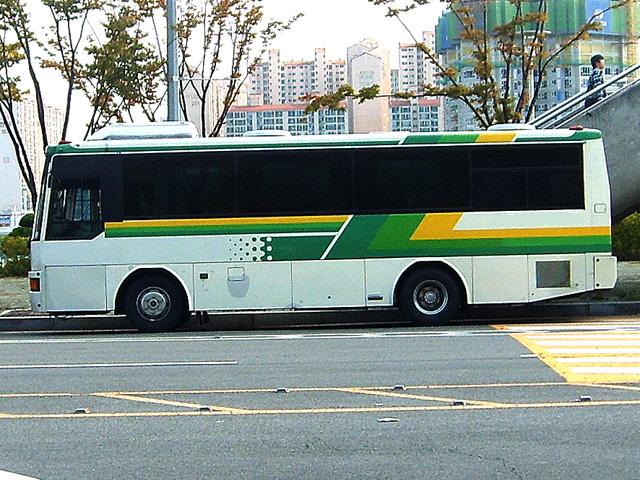
아시아 구형 코스모스 초기형 (AM818)
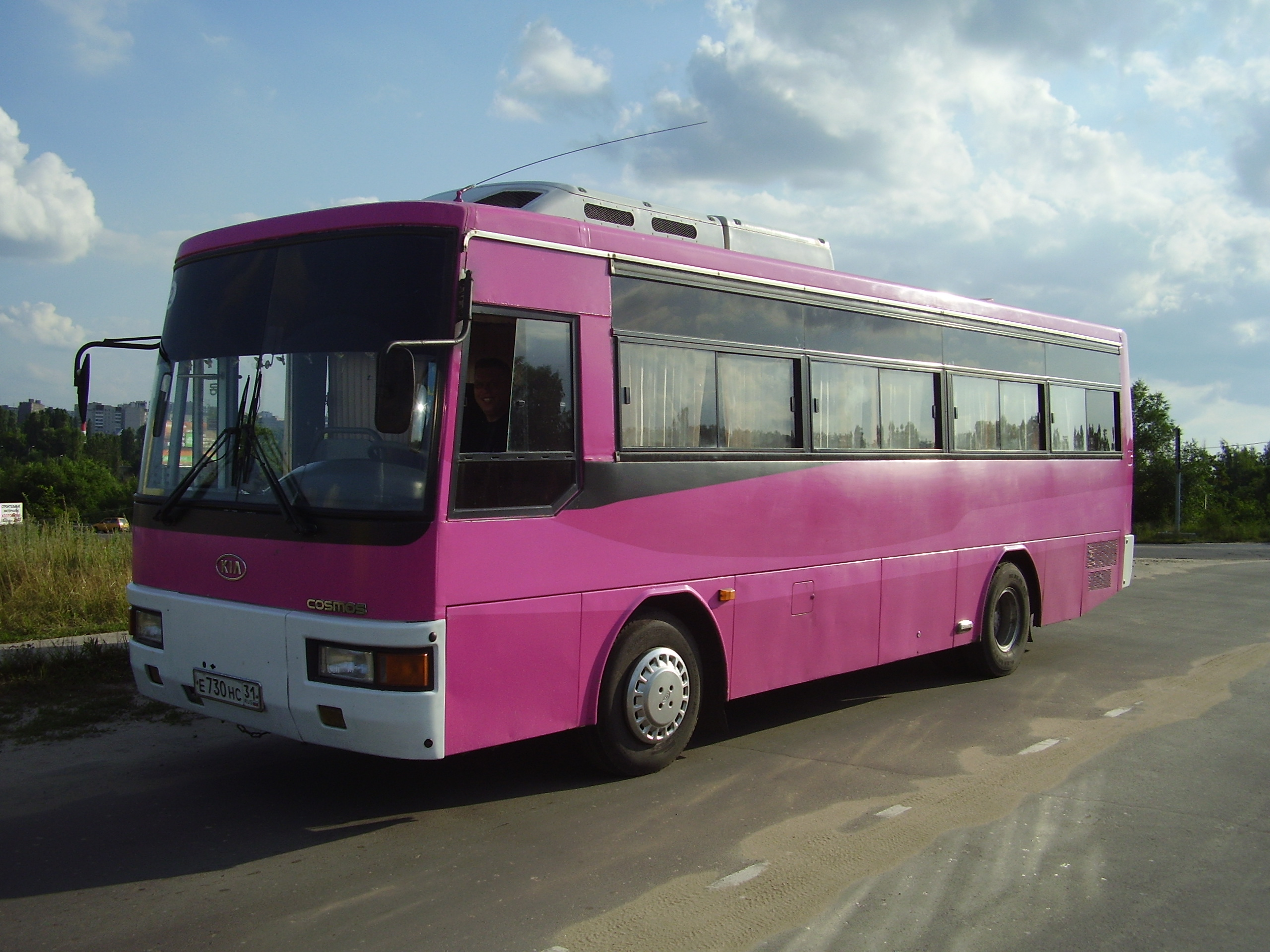
러시아로 중고 수출된 기아 코스모스 (AM818)
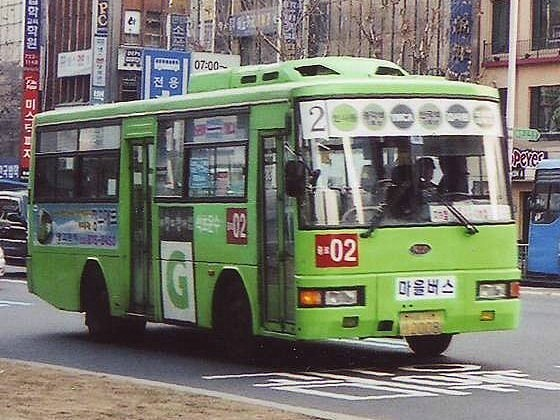
기아 코스모스 마을버스 (AM818)
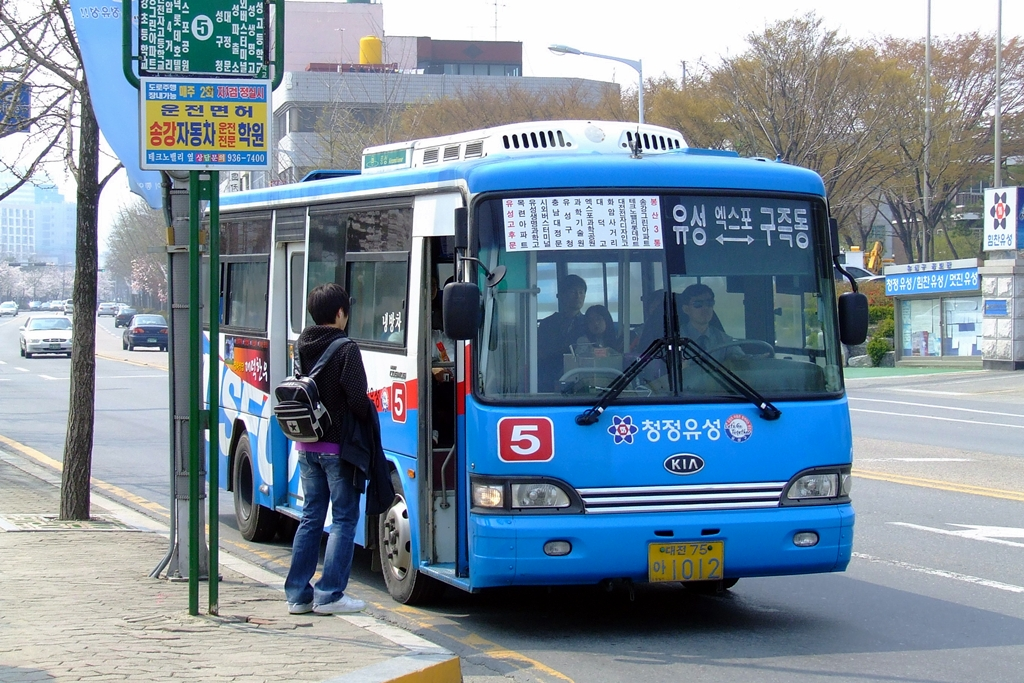
KM828 기아 뉴 코스모스
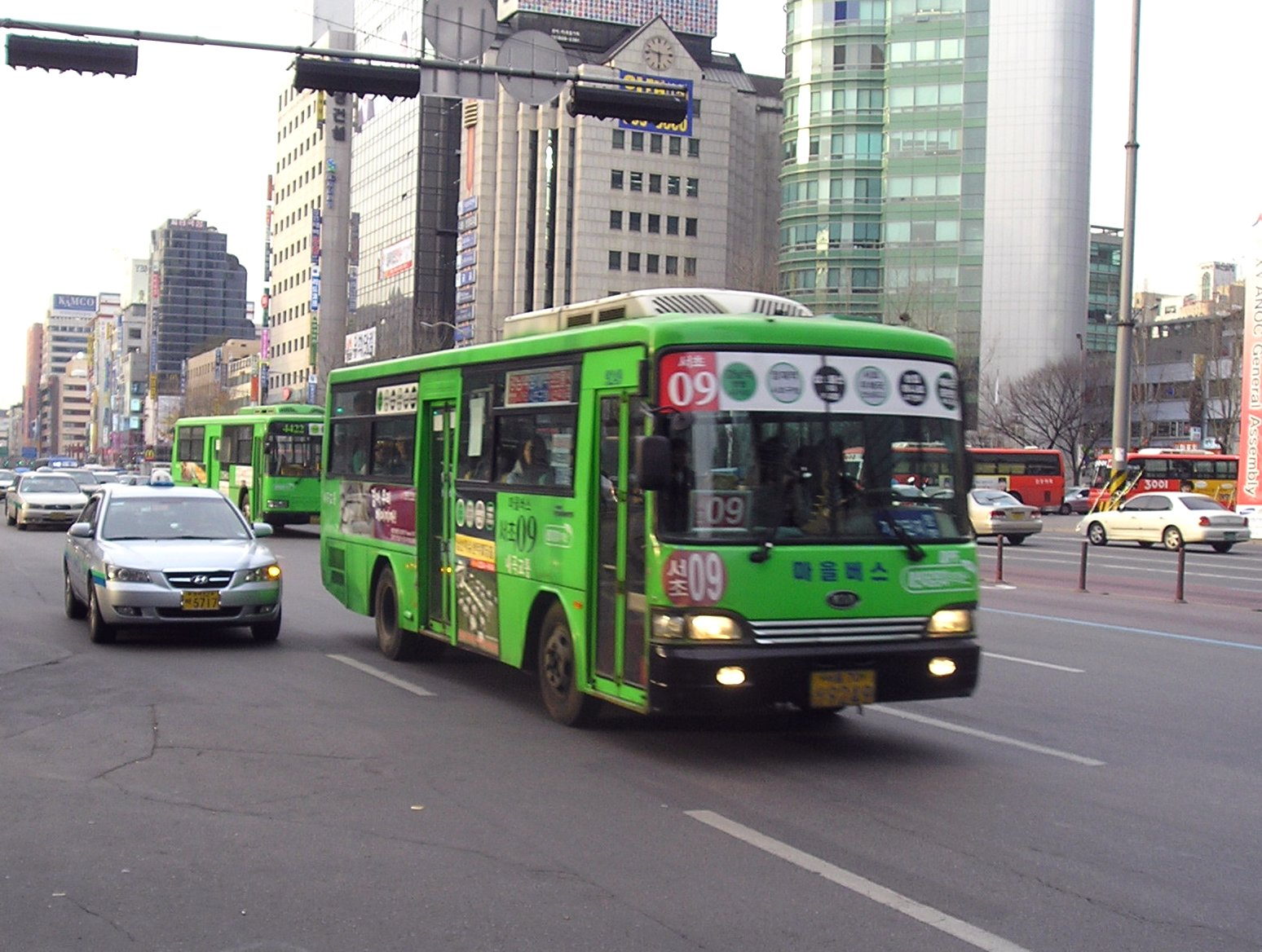
KM828 기아 뉴 코스모스 마을버스

## 같이 보기
- 현대 에어로타운
- 기아 라이노